# UCI Coupe des Nations U23 2016
L'UCI Coupe des Nations U23 2016 est la dixième édition de l'UCI Coupe des Nations U23. Elle est réservée aux cyclistes de sélection nationales de moins de 23 ans. Elle est organisée par l'Union cycliste internationale et fait partie du calendrier des circuits continentaux.
Prévue le 13 avril, la Côte picarde est finalement annulée.

## Résultats

### Épreuves
| Date         | Épreuve                                    | Pays     | Vainqueur                   | Deuxième           | Troisième               | Leader (nations) |
| ------------ | ------------------------------------------ | -------- | --------------------------- | ------------------ | ----------------------- | ---------------- |
| 23 janvier   | Championnat d'Asie sur route espoirs       | Japon    | Mehdi Rajabi                | Huỳnh Thanh Tùng   | Mohammad Ganjkhanlou    | Iran             |
| 27 mars      | Gand-Wevelgem espoirs                      | Belgique | Mads Pedersen               | Anders Skaarseth   | Gabriel Cullaigh        | Danemark         |
| 9 avril      | Tour des Flandres espoirs                  | Belgique | David Per                   | Jonathan Dibben    | Corentin Ermenault      | Slovénie         |
| 15-16 avril  | ZLM Tour                                   | Pays-Bas | Amund Grøndahl Jansen       | Markus Hoelgaard   | Tobias Foss             | Norvège          |
| 21 mai       | Championnat panaméricain sur route espoirs | Mexique  | José Luis Rodríguez Aguilar | Jhonatan Narváez   | Jhon Anderson Rodríguez | Norvège          |
| 3-5 juin     | Course de la Paix espoirs                  | Tchéquie | David Gaudu                 | Tao Geoghegan Hart | Kilian Frankiny         | Norvège          |
| 31 juillet   | Trophée Almar                              | Italie   | Alexandr Kulikovskiy        | Dorian Godon       | Riccardo Minali         | France           |
| 20-27 août   | Tour de l'Avenir                           | France   | David Gaudu                 | Edward Ravasi      | Adrien Costa            | France           |
| 16 septembre | Championnat d'Europe sur route espoirs     | France   | Aleksandr Riabushenko       | Bjorg Lambrecht    | Andrea Vendrame         | France           |

### Classement par nations
| #  | Pays            | Pts. |
| -- | --------------- | ---- |
| 1  | France          | 134  |
| 2  | Norvège         | 85   |
| 3  | Italie          | 85   |
| 4  | Grande-Bretagne | 82   |
| 5  | Belgique        | 61   |
| 6  | Russie          | 53   |
| 7  | États-Unis      | 44   |
| 8  | Danemark        | 40   |
| 9  | Slovénie        | 39   |
| 10 | Pays-Bas        | 32   |